# Ellezelles
Ellezelles (niederländisch: Elzele) ist eine belgische Gemeinde in der Provinz Hennegau. Die Gemeinde besteht aus den Ortschaften Ellezelles, Lahamaide und Wodecq.
Ein bekannter Sohn der Gemeinde war der Langstrecken- und Hindernisläufer Marcel Vandewattyne. Im eingemeindeten Ort Lahamaide stand das Geburtsschloss des Grafen Lamoral von Egmond.

## Weblinks

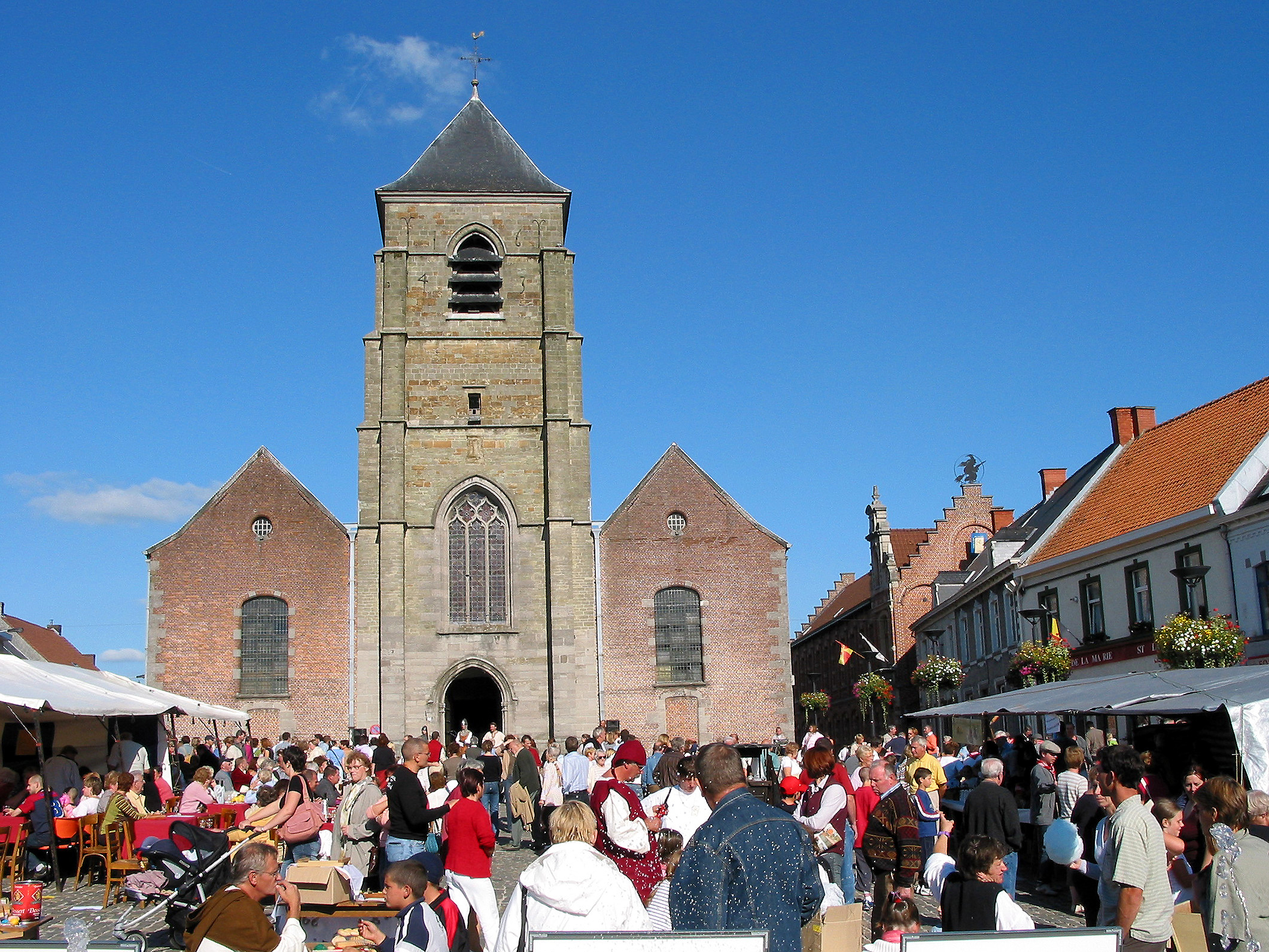
Kirche St.-Pierre-aux-Liens